# Кэрыткикэ
Кэрыткикэ (устар. Кэрэт-Кикя) — река в России, протекает по территории Красноселькупского района Ямало-Ненецкого АО. Берёт начало в небольшом болоте. В среднем течении реки лежит урочище Кэрыткэк. Устье реки находится в 38 км по правому берегу реки Поколька на высоте 51 метр над уровнем моря. Длина реки составляет 16 км.

## Данные водного реестра
По данным государственного водного реестра России относится к Нижнеобскому бассейновому округу, водохозяйственный участок реки — Таз, речной подбассейн реки — подбассейн отсутствует. Речной бассейн реки — Таз.
По данным геоинформационной системы водохозяйственного районирования территории РФ, подготовленной Федеральным агентством водных ресурсов:
- Код водного объекта в государственном водном реестре — 15050000112115300064478
- Код по гидрологической изученности (ГИ) — 115306447
- Код бассейна — 15.05.00.001
- Номер тома по ГИ — 15
- Выпуск по ГИ — 3